# Marie-Guite Dufay
Marie-Guite Dufay, właśc. Marie-Marguerite Dufay (ur. 21 maja 1949 w Paryżu) – francuska polityk i samorządowiec, w latach 2008–2015 prezydent regionu Franche-Comté, od 2016 prezydent regionu Burgundia-Franche-Comté.

## Życiorys
Absolwentka Instytutu Nauk Politycznych w Paryżu. Na początku lat 70. zamieszkała w regionie Franche-Comté. Pracowała m.in. w prefekturze, centrum kulturalnym i centrum edukacji dla kobiet. W 1989 po raz pierwszy wybrana na radną miejską w Besançon. W 1993 wstąpiła w szeregi Partii Socjalistycznej. W 2001 objęła stanowisko jednego z zastępców mera, które zajmowała do 2008. W 2004 wybrana po raz pierwszy na radną regionalną, objęła stanowisko wiceprzewodniczącej rady regionalnej do spraw gospodarczych i społecznych.
W 2008, po śmierci Raymonda Forniego, powołana na prezydenta (przewodniczącą rady regionalnej) regionu. W wyborach w 2010 z powodzeniem ubiegała się o reelekcję na tę funkcję. W 2015 jako kandydatka socjalistów wygrała wybory na stanowisko prezydenta nowo utworzonego regionu Burgundia-Franche-Comté. Urząd ten objęła w styczniu 2016. W 2021 z powodzeniem ubiegała się o reelekcję w wyborach regionalnych.
Odznaczona Legią Honorową V klasy.